# Dixus
Dixus es un  género de coleópteros adéfagos de la familia Carabidae.

## Especies
Comprende las siguientes especies:
- Dixus capito (Audinet-Servile, 1821)
- Dixus dypeatus P. Rossi, 1790
- Dixus eremita Dejean, 1825
- Dixus infans (Abeille, 1909)
- Dixus interruptus (Fabricius, 1775)
- Dixus klapperchi (Jedlicka, 1964)
- Dixus moloch (Piochard de la Brulerie, 1873)
- Dixus obsurus Dejean, 1825